# Георгиевский, Иван Сергеевич
Иван Сергеевич Георгиевский (1793—1818) — российский писатель первой четверти XIX века.

## Биография
Родился в семье пономаря в селе Юрьево-Девичье Корчевского уезда Тверской губернии.
Образование получил в Тверской семинарии, потом в Петербургском педагогическом университете. Первый год в институте усиленно занимался изучением математики. Изучал французский и немецкий языки, итальянский изучил самостоятельно за несколько месяцев. Помимо изучения языков учил филологию, философию, историю.
Окончив институт, решил заняться педагогической деятельностью. Стремясь переменить вредный для него Петербургский климат, Георгиевский принимает назначение учителем в
степной Уральск. Там написал две книги, и отправил другу П. А. Плетневу, который позже был ректором и профессором Санкт—Петербургского университета. В 1817 году Георгиевский получает благодаря содействию Е. А. Энгельгардта место преподавателя в Царcкосельском лицее. Но смерть от чахотки (1817) помешала его переезду.
Роман «Евгения, или Письма к другу» (ч. 1―2, СПб., 1818) был напечатан посмертно Плетнёвым ― в помощь оказавшимся в нищете родителям Георгиевского. Это единственное оставшееся после него произведение, а предисловие к нему Плетнёва (посвятившего Георгиевскому элегию «Загородная роща» ― 1818) ― единственный в литературе источник биографии Георгиевского.